# Heart Beats (альбом Дэнни Сауседо)
Heart Beats (с англ. — «Биение сердца») — дебютный студийный альбом шведского певца Дэнни Сауседо, вышел 30 мая 2007 года. Продюсер — Йонас фон дер Бург.

## Список композиций
1. I’ll Be Over You — 3:46
2. Tokyo — 3:14
3. Hey (I’ve Been Feeling Kind of Lonely) — 3:06
4. Only Wanna Be with You — 3:54
5. Play It For The Girls — 3:30
6. Blue — 3:12
7. Purest Delight — 3:02
8. If Only You — 3:28
9. Do or Die — 3:43
10. Together Some Day — 3:25
11. Stay — 3:26

Бонусный трек
- Tokyo [Spanish Version] — 3:15

Скрытый трек
- Here I Am — 4:25